# Robert Hoffmann
Robert Hoffmann (Salisburgo, 30 agosto 1939 – Salisburgo, 4 luglio 2022) è stato un attore austriaco.

## Biografia
La sua carriera tra cinema e televisione fu esercitata prevalentemente in produzioni europee. Dopo aver studiato recitazione in Francia, Hoffmann debuttò in Le avventure di Robinson Crusoe del 1964, serie televisiva che ebbe molto successo in varie nazioni. In Italia viene ricordato anche per la sua partecipazione a Come  imparai ad amare le donne del 1966 e alla commedia Certo, certissimo, anzi... probabile del 1969.
Hoffmann è morto il 4 luglio 2022, ma la notizia del suo decesso è stata divulgata solo più di due settimane dopo. 

## Filmografia

### Cinema
- Angelica (Angélique, Marquise des anges), regia di Bernard Borderie  (1964)
- Angelica alla corte del re (Merveilleuse Angélique), regia di Bernard Borderie (1965)
- Il giorno dopo (Up from the Beach), regia di Robert Parrish (1965)
- Io la conoscevo bene, regia di Antonio Pietrangeli (1965)
- Tre camere a Manhattan (Trois chambres à Manhattan), regia di Marcel Carné (1965)
- Il rinnegato del deserto (Una ráfaga de plomo), regia di Paolo Heusch (1965)
- Svegliati e uccidi, regia di Carlo Lizzani (1966)
- Come imparai ad amare le donne, regia di Luciano Salce (1966)
- Der Lügner und die Nonne, regia di Rolf Thiele (1967)
- Domani non siamo più qui, regia di Brunello Rondi (1967)
- Ad ogni costo, regia di Giuliano Montaldo (1967)
- Superspia K (Assignment K), regia di Val Guest (1967)
- La calata dei barbari, regia di Robert Siodmak (1968)
- La morte non ha sesso, regia di Massimo Dallamano (1968)
- Vingt-quatre heures de la vie d'une femme, regia di Dominique Delouche (1968)
- Certo, certissimo, anzi... probabile, regia di Marcello Fondato (1969)
- Femmine insaziabili, regia di Alberto De Martino (1969)
- Le calde notti di Don Giovanni, regia di Alfonso Brescia (1971)
- La lunga spiaggia fredda, regia di Ernesto Gastaldi (1971)
- Ragazza tutta nuda assassinata nel parco, regia di Alfonso Brescia (1972)
- Un apprezzato professionista di sicuro avvenire, regia di Giuseppe De Santis (1972)
- Passi di danza su una lama di rasoio, regia di Maurizio Pradeaux (1973)
- La bambola, regia di Mario Foglietti (1973)
- Spasmo, regia di Umberto Lenzi (1974)
- Storia segreta di un lager femminile, regia di Kwei Chih-Hung (1974)
- Frau Marlene, regia di Robert Enrico (1975)
- Noi siam come le lucciole, regia di Giulio Berruti (1976)
- Occhi dalle stelle, regia di Mario Gariazzo (1978)
- L'oca selvaggia colpisce ancora (The Sea Wolves), regia di Andrew V. McLaglen (1980)
- Il 7° bersaglio (La 7ème cible), regia di Claude Pinoteau (1984)
- Rally, regia di Sergio Martino (1988)
- Un amore rubato, regia di Rodolfo Roberti (1993)

### Televisione
- Le avventure di Robinson Crusoe (Les Aventures de Robinson Crusoë) – serie TV, 4 episodi (1964)

## Doppiatori italiani
- Renato Izzo in Svegliati e uccidi, Ad ogni costo, La morte non ha sesso, Certo, certissimo, anzi... probabile, Femmine insaziabili, Un apprezzato professionista di sicuro avvenire,
- Pino Locchi in La lunga spiaggia fredda, Occhi dalle stelle
- Massimo Turci in Io la conoscevo bene, Spasmo
- Cesare Barbetti in La calata dei barbari, Passi di danza su una lama di rasoio
- Nando Gazzolo in Le calde notti di Don Giovanni
- Adalberto Maria Merli in Il rinnegato del deserto
- Renzo Palmer in Le avventure di Robinson Crusoe